# Luis Patiño
Luis Patiño (* 6. Oktober 1993 in Guadalajara) ist ein mexikanischer Tennisspieler.

## Karriere
Patiño spielt hauptsächlich auf der ITF Future Tour und der ATP Challenger Tour. Auf ersterer gewann er bislang acht Titel im Doppel.
2016 kam er in Acapulco bei den Abierto Mexicano Telcel durch eine Wildcard zu seinem Einzel-Debüt auf der ATP World Tour. Er unterlag in der Auftaktrunde Robin Haase mit 1:6, 2:6.